# Trégomeur
Trégomeur är en kommun i departementet Côtes-d'Armor i regionen Bretagne i nordvästra Frankrike. Kommunen ligger i kantonen Châtelaudren som tillhör arrondissementet Saint-Brieuc. År 2022 hade Trégomeur 947 invånare.

## Befolkningsutveckling
Antalet invånare i kommunen Trégomeur
Referens:INSEE